# ستويان غانيف
ستويان غانيف (بالبلغارية: Стоян Ганев)‏ (يوليو 1955 - 1 يوليو 2013) كان مسؤولًا في الأمم المتحدة، ودبلوماسيًا بلغاريًا كان (وزير خارجية)، وسياسيًا في (اتحاد القوى الديمقراطية)، ورجل قانون.

## حياة مبكرة
ولد غانيف في بازارجيك. تخرج من المدرسة الثانوية في الرياضيات (1973) ودرس في كلية الحقوق في جامعة صوفيا (1979). دافع عن أطروحة حول القانون الدستوري في جامعة موسكو الحكومية (1985).

## الحياة السياسية
- رئيس الجمعية العامة للأمم المتحدة (1992 - 1993)
- وزير خارجية بلغاريا (8 نوفمبر 1991 - 30 ديسمبر 1992)
- نائب رئيس وزراء بلغاريا (8 نوفمبر 1991 - 20 مايو 1992)
- عضو في البرلمان البلغاري من (1990 - 1991 ، 1992 - 1993)
- رئيس الاتحاد الديمقراطي المسيحي المتحد (18 أكتوبر 1992 - 16 مايو 1993)
- الرئيس المشارك للمركز الديمقراطي الديمقراطي (أبريل - يوليو 1990)

### محاضر
- جامعة صوفيا ، في القانون الدستوري (1979 - 1989)
- المعهد العالي الخاص (الآن أكاديمية وزارة الداخلية)
- مؤسسة كونراد أديناور في ألمانيا ، في السياسة الدولية والقانون
- الروتاري الدولي، في السياسة الدولية والقانون
- جامعة بريدجبورت
- جامعة نيويورك

== == جوائز
- ميدالية ذهبية للسلام لمساهماته في الحفاظ على السلام والأمن على كوكب الأرض ، الأمم المتحدة (1992)
- حاصل على صليب الشرفاء العظيم، من جمعية وحدة أمريكا اللاتينية (1992)

## روابط خارجية
- ستويان غانيف على موقع مونزينجر (الألمانية)